# Beautiful Intentions
Beautiful Intentions е третият студиен албум на английската певица Мелани Си, издаден през 2005 г. Албумът успява да достигне 24-то място във Великобритания.

## Списък с песните

### Оригинален траклист
1. „Beautiful Intentions“ – 3:52
2. „Next Best Superstar“ – 3:29
3. „Better Alone“ – 4:35
4. „Last Night on Earth“ – 3:28
5. „You Will See“ – 3:29
6. „Never Say Never“ – 3:11
7. „Good Girl“ – 4:07
8. „Don't Need This“ – 3:50
9. „Little Piece of Me“ – 3:00
10. „Here and Now“ – 4:29
11. „Take Your Pleasure“ – 3:11
12. „You'll Get Yours“ – 4:43

### 2006 преиздание
1. „First Day of My Life“ – 4:04
2. „Beautiful Intentions“ – 3:52
3. „Next Best Superstar“ – 3:29
4. „Better Alone“ – 4:35
5. „Last Night on Earth“ – 3:28
6. „You Will See“ – 3:29
7. „Never Say Never“ – 3:11
8. „Good Girl“ – 4:07
9. „Don't Need This“ – 3:50
10. „Little Piece of Me“ – 3:00
11. „Here and Now“ – 4:29
12. „Take Your Pleasure“ – 3:11
13. „You'll Get Yours“ – 4:43
14. „First Day of My Life“ (създаване на видеоклипа) – 4:05

### Бразилско издание
1. „First Day of My Life“ – 4:04
2. „Everything Must Change“ – 3:32
3. „Warrior“ – 3:47
4. „Runaway“ – 3:24

### Японско издание
1. „First Day of My Life“ – 4:04
2. „Runaway“ – 3:24
3. „Next Best Superstar“ (Culprit One club mix) – 5:29
4. „Better Alone“ (pop mix) – 3:56
5. „First Day of My Life“ (акустика) – 4:04

### Португалско преиздание
1. „First Day of My Life“ (RFM − на живо акустика) – 4:05
2. „Better Alone“ (RFM − на живо акустика) – 3:01
3. „Here and Now“ (RFM − на живо акустика) – 3:27
4. „Next Best Superstar“ (RFM − на живо акустика) – 3:21
5. „Beautiful Intentions“ (RFM − на живо акустика) – 4:03

### Сингапурско издание (DVD)
1. „Next Best Superstar“ (видеоклип) – 3:31
2. „Better Alone“ (видеоклип, британска версия) – 3:59
3. „Beautiful Intentions“ (E.P.K) – 17:52
4. „Фото галерия“ – 3:00
5. „Биография“

### Португалско издание (DVD)
1. „Next Best Superstar“ (видеоклип) – 3:31
2. „Better Alone“ (видеоклип, европейска версия) – 3:06
3. „First Day of My Life“ (видеоклип) – 4:04